# Gigi Cavalli Cocchi
Gigi Cavalli Cocchi all'anagrafe Luigi Vittorio Cavalli Cocchi (Reggio Emilia, 6 gennaio 1956) è un batterista e disegnatore italiano.

## Biografia
Nel 1989 inizia la sua collaborazione con Luciano Ligabue che durerà sei anni, nei quali sarà al suo fianco sia dal vivo con l'interminabile Neverending Tour, che in studio di registrazione, incidendo quattro album, Ligabue (1990), Lambrusco coltelli rose & popcorn (1991), Sopravvissuti e sopravviventi (1993), A che ora è la fine del mondo? (1994) e curando anche tutta la parte grafica dell'artista (copertine dei dischi, scenografie dei concerti, manifesti etc.).
Con i ClanDestino incide due album, l'omonimo Clan Destino del 1994 (anno in cui termina il sodalizio con Ligabue) e Cuore-Stomaco-Cervello del 1995.
Dal 1996 è con i C.S.I. sia dal vivo che in studio (quattro album, tra cui Tabula Rasa Elettrificata che fa raggiungere il disco d'oro alla formazione e il primo posto in classifica di vendite in Italia) con i quali rimane fino al loro scioglimento.
Nel 1999 assieme a Graziano Romani, Max Cottafavi ed Elisa Minari forma il gruppo dei Souldrivers: insieme registrano un album, tuttora inedito.
Nel 2000 il combo partecipa all'album di tributo ai Jethro Tull Songs for Jethro e suona insieme ad Ian Anderson, leader del gruppo inglese, durante una convention del fan club italiano della band inglese.
Nel 2001 fonda con Mirco Consolini ed Enzo Cattini il gruppo di rock progressivo Mangala Vallis, che nel febbraio 2002 pubblica l'album "The Book of Dreams" che dà grande notorietà alla band anche oltre confine, e le permette di esibirsi in importanti festival europei di progressive.
Nel 2002 partecipa come musicista nell'album Canto di spine - versi italiani del '900 in forma di canzone, degli Altera.
Nel 2004 è dietro ai tamburi di Sorella sconfitta, primo album solista di Massimo Zamboni (ex CCCP - C.S.I.).
Il 10 settembre 2005 ha preso parte al concerto del Campovolo di Luciano Ligabue davanti a 180.000 persone.
Nel 2005 incontra David Jackson, fiatista dei Van Der Graaf Generator, che è suona nel nuovo album dei Mangala Vallis Lycanthrope, che vede alla voce Bernardo Lanzetti (ex Premiata Forneria Marconi e Acqua Fragile), entrato stabilmente nel gruppo.
Nel 2006 insieme ai Clan Destino è con Ligabue nel "Nome e cognome tour", nelle date tenutesi nei grandi club e nei maggiori stadi italiani, portando a 300 i concerti al fianco del rocker Correggese.
Nel 2007 produce la “rock opera” "Canossa" (Ma.Ra.Cash Records), un concept sulla storia del famoso castello emiliano che vede la partecipazione di molti artisti.
A nome Matelda, gruppo di folk rock ideato con il cantautore Fabrizio Varchetta, ha pubblicato nel 2007 l'album "Leggende" dedicato al mito di Matilde di Canossa, insieme a Flaco Biondini (chitarrista di Francesco Guccini), Cisco (ex Modena City Ramblers) e Mara Redeghieri (Üstmamò).
Nel 2007 con il nome di Club Destino, i Clan Destino hanno pubblicato un cofanetto cd+DVD live dal titolo "Registrazioni Clandestine" ed ha formato il gruppo Terra Madre insieme a Flaco Biondini chitarrista storico di Francesco Guccini.
Nel 2009 prende parte al nuovo album di Massimo Zamboni "L'inerme è l'imbattibile" e lo accompagna in tour.
Nel 2010 debutta Lassociazione, suo progetto attuale insieme a Marco Mattia Cilloni (Voce, chitarra), Giorgio Galassi (testi, armonica) e coadiuvati da altri sei musicisti che insieme formano un tutt'uno inscindibile di energia folk rock che si esprime in dialetto montanaro reggiano e italiano, una fusione originale di musica e parole con all'attivo tre album: "Aforismi da castagneto", "A Strapiombo" e "Libere correnti dorsali"(2014). Nel 2015 il gruppo pubblica il cd+dvd "Appunti da un viaggio immaginario" registrato dal vivo al Teatro Asioli di Correggio(RE).
Nel 2011 pubblica il disco CCLR (insieme all'ex cantante della P.F.M. Bernardo Lanzetti), con ospiti illustri come Steve Hackett (Genesis), Aldo Tagliapietra (Le Orme), Tony Sidney (Perigeo).
Nel 2011 è la volta di Campovolo 2.0 di Luciano Ligabue davanti a 130.000 persone.
Nel 2012 esce il nuovo album dei Mangala Vallis intitolato "Microsolco" e avviene un cambio di formazione, con l'ingresso di Roberto Titanti (New Trolls, Labirinth, Ian Paice, Glenn Hughes, Ken Hensley e Stef Burns).alla voce e al basso. Sempre nel 2012 guida la produzione artistica dell'album La scatola magica del gruppo folk parmense Mé, Pék e Barba.
il 2015 è l'anno che vede il ritorno di Campovolo per una terza edizione che rappresenta un evento unico: 25 anni di carriera di Ligabue e del compleanno del debutto discografico "Ligabue", i 20 anni di "Buon compleanno Elvis" e il decennale di Campovolo stesso. 150.000 persone e 2 milioni di watt per il concerto dell'anno.
Ha suonato con artisti come David Jackson, Judge Smith e Nic Potter (Van Der Graaf Generator), John Ellis (Peter Gabriel, The Stranglers, Peter Hammill), Mauro Pagani (PFM), Aldo Tagliapietra, Tony Pagliuca e Tolo Marton (Le Orme), Flaco Biondini (Francesco Guccini), Pierluigi Calderoni (Banco del Mutuo Soccorso), Furio Chirico (Arti & Mestieri), Ian Anderson (Jethro Tull) Angela Baraldi e Graziano Romani.
È ideatore e realizzatore del Gong Rock in Progress Festival e conduce un suo programma radiofonico che porta lo stesso nome sull'emittente K.Rock. Affianca da sempre all'attività di musicista, quella di disegnatore e grafico, sue le copertine dei primi quattro album di Ligabue, ma ha realizzato le cover anche di artisti come Stadio, Teresa De Sio e Nomadi.